# Berardo Quartapelle
L'abate Berardo Quartapelle (Teramo, 6 luglio 1749 – Teramo, 4 marzo 1804) è stato uno scienziato e agronomo italiano.

## Biografia
Berardo Quartapelle nacque a Teramo il 6 luglio 1749.
Si formò nella sua città natale, prima presso Don Attanasio Tamburrini e poi presso le scuole dei Minori Osservanti, mostrando “decisa premura ad imparare e prontezza rara di spirito” nelle più varie discipline quali retorica, arte poetica, filosofia peripatetica, scienze dell'uomo.
All'età di diciotto anni si recò nella vicina Ascoli Piceno ove fu allievo del padre Antonio Francesco Scocciacampana, che all'epoca leggeva la filosofia cartesiana. 
Fece, quindi, ritorno a Teramo ove, nel 1772, gli fu data licenza dalla Curia vescovile di tenere scuola di scienze e filosofia.
Fu ordinato sacerdote il 26 febbraio 1774 dal vescovo di Teramo monsignor Ignazio Andrea Sambiase.

### La “Rinascenza Teramana”
L'abate Quartapelle fu uno degli esponenti di spicco del movimento culturale e riformista, coevo all'illuminismo, noto come “Rinascenza Teramana”. A tale movimento, volto a distruggere ogni retaggio feudale che potesse costituire ostacolo per la crescita politica, economica e culturale della società meridionale, appartennero, tra gli altri, Melchiorre Delfico ed i suoi fratelli Giamberardino e Gianfilippo, Alessio Tullj, Giovanni Bernardino Thaulero, Vincenzo Comi, Biagio Michitelli, G.Francesco Nardi. 
Essi si riunivano presso la farmacia di Saverio Quartapelle, fratello di Berardo, come riferisce il Pannella: Il luogo di Convegno (…) è la farmacia dei signori Quartapelle allora aperta nella casa che fa angolo con una faccia sul corso e con un'altra sul largo della chiesa di S. Antonio. Per conversare piacevolmente vi conviene di giorno e di sera il fior fiore della dotta cittadinanza. Ma se ne adombra il Governo e ne molesta più volte i padroni e gli amici congregati….

### Il periodo presso l'Università di Pavia
Dati i suoi stretti legami con la famiglia Delfico, nel 1789 fu incaricato da Giamberardino Delfico, fratello di Melchiorre, ad essere guida e precettore del proprio figlio Orazio, unico ed ultimo erede della famiglia, che doveva recarsi a compiere i propri studi presso l'università di Pavia, università ove insegnava Lazzaro Spallanzani che egli aveva conosciuto a Teramo durante la permanenza di quest'ultimo in città nel novembre 1788. Soggiornò, quindi, per due anni (1789 e 1790) a Pavia ove ebbe modo di frequentare le lezioni di Lazzaro Spallanzani, Alessandro Volta e Lorenzo Mascheroni, accrescendo la propria cultura nel campo della chimica, della fisica e delle scienze naturali. Fece, quindi, ritorno a Teramo ove continuò la propria attività di scienziato e di insegnante e dove creò, presso la dimora di famiglia, un laboratorio di scienze avanzatissimo per l'epoca con le macchine ed i materiali acquistati a Pavia.

### Le persecuzioni governative (primo esilio)
A causa delle sue idee innovatrici, insegnate nella propria scuola e interpretate all'epoca come rivoluzionarie, nel 1775 fu intentato contro Berardo Quartapelle (unitamente ad Alessio Tullj ed a Melchiorre Delfico, che proprio quell'anno pubblicava la contestata opera “Indizj di morale”) un processo per miscredenza e settarismo. A favore del Quartapelle intervenne il marchese Giacinto Dragonetti, a quell'epoca magistrato a Teramo.
Nel 1793, sulla base di una denuncia anonima secondo la quale sia Melchiorre Delfico che Berardo Quartapelle fin dal 1775 sarebbero stati i principali sostenitori di una setta perniciosissima, iniziò il secondo processo nei confronti dei miscredenti.  Lo stesso Monsignor Pirelli, vescovo di Teramo, dichiarò: Melchior Delfico… ed Alessio Tullj sono li capi settari di questa città, li quali assieme ad altri, ed in particolare col sacerdote Berardo Quartapelle, anno tenuto scuola d'eresie, e proposizioni contrarie alle verità della fede e religione cattolica, nonché di bestemmie ereticali…
A seguito dei due processi intentati contro di lui pervenne all'abate Quartapelle il divieto del Re a tenere scuola. Egli intraprese per la prima volta la via dell'esilio verso Napoli, ove ricevette ospitalità dall'Avv. Pasquale Ferrajoli, al quale dedicherà il primo volume della sua maggiore opera (“I principi della vegetazione applicati alla vera arte di coltivar la terra, per raccorre dalla medesima il maggior possibile frutto”). Per intercessione di Cristofro Tabassi fu precettore di Don Francesco III di Macedonio, duca di Grottolella.
L'esilio si protrasse fino a tutto il 1796.

### Il saccheggio (secondo esilio)
L'11 dicembre 1798, l'esercito francese occupò la città di Teramo. Fu così costituita la prima municipalità, presieduta da Melchiorre Delfico, di cui Quartapelle fu chiamato ad essere membro. Dopo pochi giorni i fedeli ai Borbone, nel tentativo di ristabilire il controllo monarchico della città, assaltarono Teramo. La città subì enormi devastazioni. Furono bruciate numerose case e perdute, per incendio o per saccheggio, preziose collezioni private di libri, tra cui la Storia del Tullj e numerosi documenti importanti per la ricostruzione storica della vita aprutina nei secoli passati. Fu arsa anche la casa dell'abate Berardo Quartapelle, dopo il saccheggio del suo laboratorio nel quale conduceva esperimenti. Egli si salvò rifugiandosi in un locale nascosto in una casa attigua. Pianse per tutto quel saccheggio e rassegnato prese la via dell'esilio prima verso Ancona, ove dimorò per tutto il 1799, e poi verso Montedinove, nelle Marche.
Ristabilito dai Francesi l'ordine nella città di Teramo, il Quartapelle vi fece rientro nell'estate del 1800. 
Ammalatosi, fattosi portare al proprio capezzale un vaso con una pianta in fiore, nel 4 marzo 1804 finì di vivere qual visse instancabile amante della natura e delle opere di lei.

## Opere
Nella sua intensa attività scientifica, egli si occupò, oltre che di fisiologia vegetale, biologia agraria, filosofia, fisica e chimica, anche di meteorologia (sono sue le prime osservazioni scientifiche dei fenomeni meteorologici in Teramo da aprile a maggio 1803 pubblicati sulla Gazzetta Civica comunale di Napoli), di geologia e scienze naturali (insieme al caro amico Vincenzo Comi, al suo allievo Orazio Delfico ed altri, esplorò gran parte delle contrade teramane alla ricerca di minerali e specie vegetali), di sismologia (riferì le sue osservazioni sui terremoti avvenuti in Teramo alla sua epoca e dei simili fenomeni avvenuti a L'Aquila). 
Nel 1787, pubblicò per i torchi di Vincenzo Flauto di Napoli il libro “Elementi di logica e psicologia. Formati dietro la scorta de' più illustri metafisici di questo secolo dall'abate Berardo Quartapelle”. 
Nel 1796, diede alle stampe la “Memoria per la società patriottica di Teramo sulla maniera di preparare e di seminare il grano” dedicata al Cav. Nicola Codronchi, Soprintendente alle Finanze del Re di Napoli e professore di Filosofia morale, col quale intratteneva rapporti di amicizia e di studio. 
Nel 1797, con lettera all'Ufficiale di segreteria Vito Giliberti, pubblicò le “Riflessioni sulla nuova dottrina medica del dott. Giovanni Brown”.
Nel 1801 e nel 1802 pubblicò per i torchi di Berardo Carlucci e Sebastiano Polidori diTeramo, in due tomi, “I principi della vegetazione applicati alla vera arte di coltivar la terra, per raccorre dalla medesima il maggior possibile frutto”.
Al momento della pubblicazione, il testo si presentò come il più aggiornato in Europa in materia di biologia agraria e fisiologia vegetale e l'unico pubblicato in Italia.
Con questo volume Berardo Quartapelle si attestò come autore pionieristico, in Italia,  nello studio della biologia agraria e della fisiologia vegetale proponendo il quadro più preciso delle conoscenze, ancora disarticolate, alla vigilia della scoperta di Théodore de Saussure che, nel 1804, pubblica le “Réchérches chimiques sur la vegetation”, l'opera che propone la spiegazione organica del processo della fotosintesi. 
Il concittadino Berardo Mezucelli ebbe a pubblicare un'opera sulle dottrine filosofiche dell'abate Quartapelle

## Riconoscimenti
A Berardo Quartapelle è dedicata una via presso la città di Teramo ed una officina massonica.